# 긴 비번역 RNA

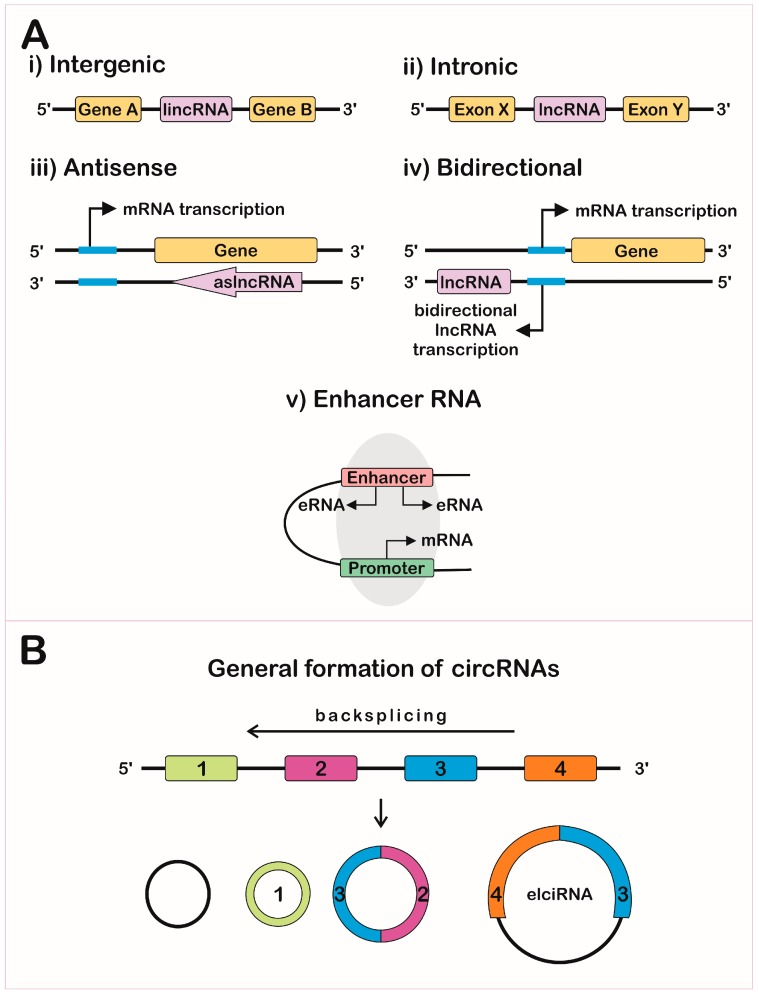
다양한 유형의 긴 비번역 RNA

긴 비번역 RNA(영어: long non-coding RNA , lncRNA)는 RNA의 일종으로, 일반적으로 단백질로 번역되지 않는 200개 이상의 뉴클레오타이드 전사체로 정의된다. 긴 ncRNA(영어: long ncRNA), 긴 사슬 비번역 RNA, 긴 사슬 ncRNA라고도 한다. 이러한 임의의 한계는 긴 비번역 RNA를 마이크로 RNA(miRNA), 소형 간섭 RNA(siRNA), 피위 상호작용 RNA(piRNA), 소형 핵소체 RNA(snoRNA) 및 기타 짧은 RNA와 같은 소형 비번역 RNA와 구별한다.

## 같이 보기
- 비번역 RNA
- 긴 비번역 RNA 데이터베이스 목록